# عثمانبی (متروی استانبول)
عثمانبی (انگلیسی: Osmanbey) یکی از ایستگاه‌های خط ام۲، متروی استانبول است.
این ایستگاه که در منطقه شیشلی قرار دارد در سال ۲۰۰۰ تأسیس شده‌است.

## نگارخانه

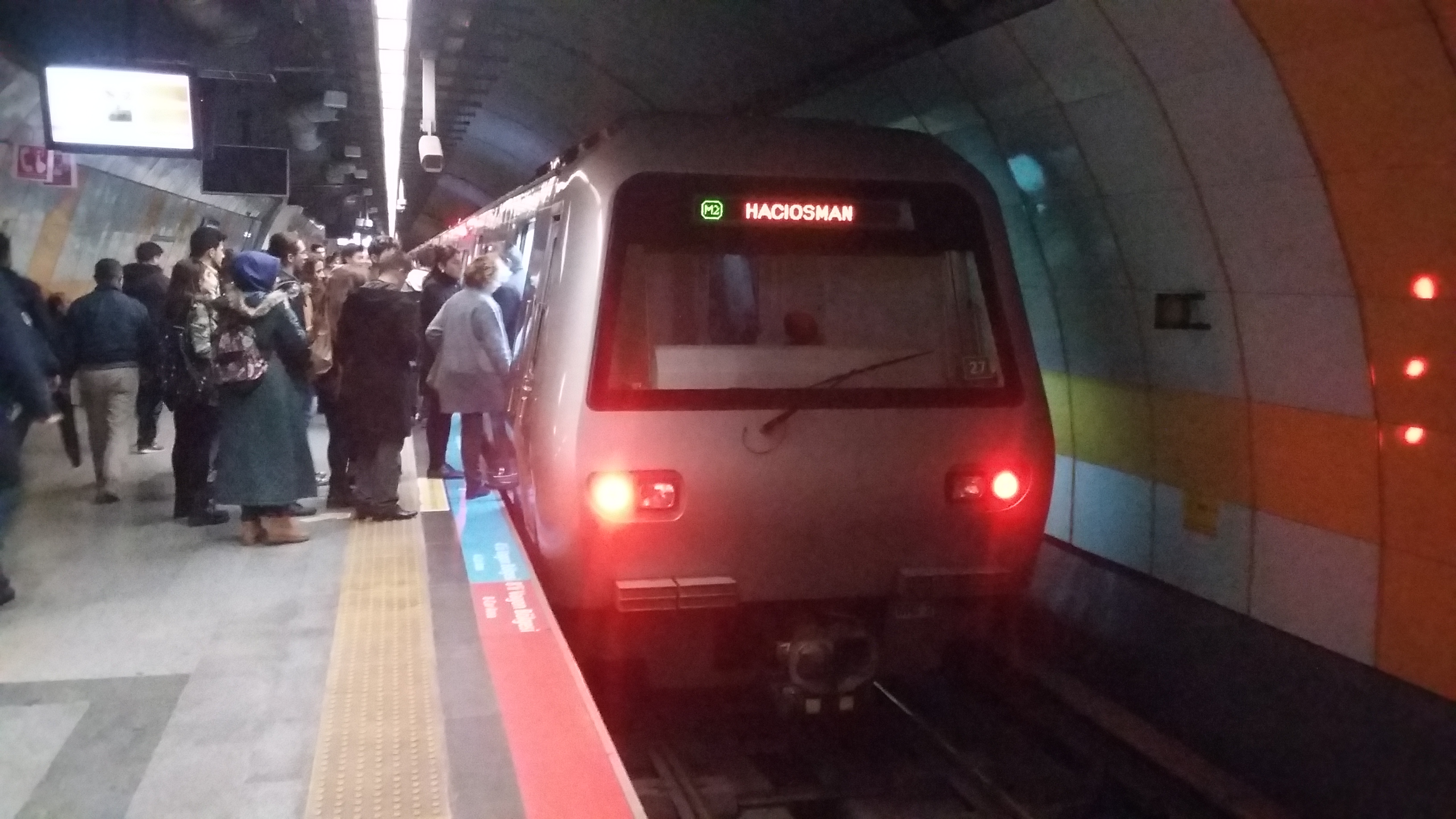
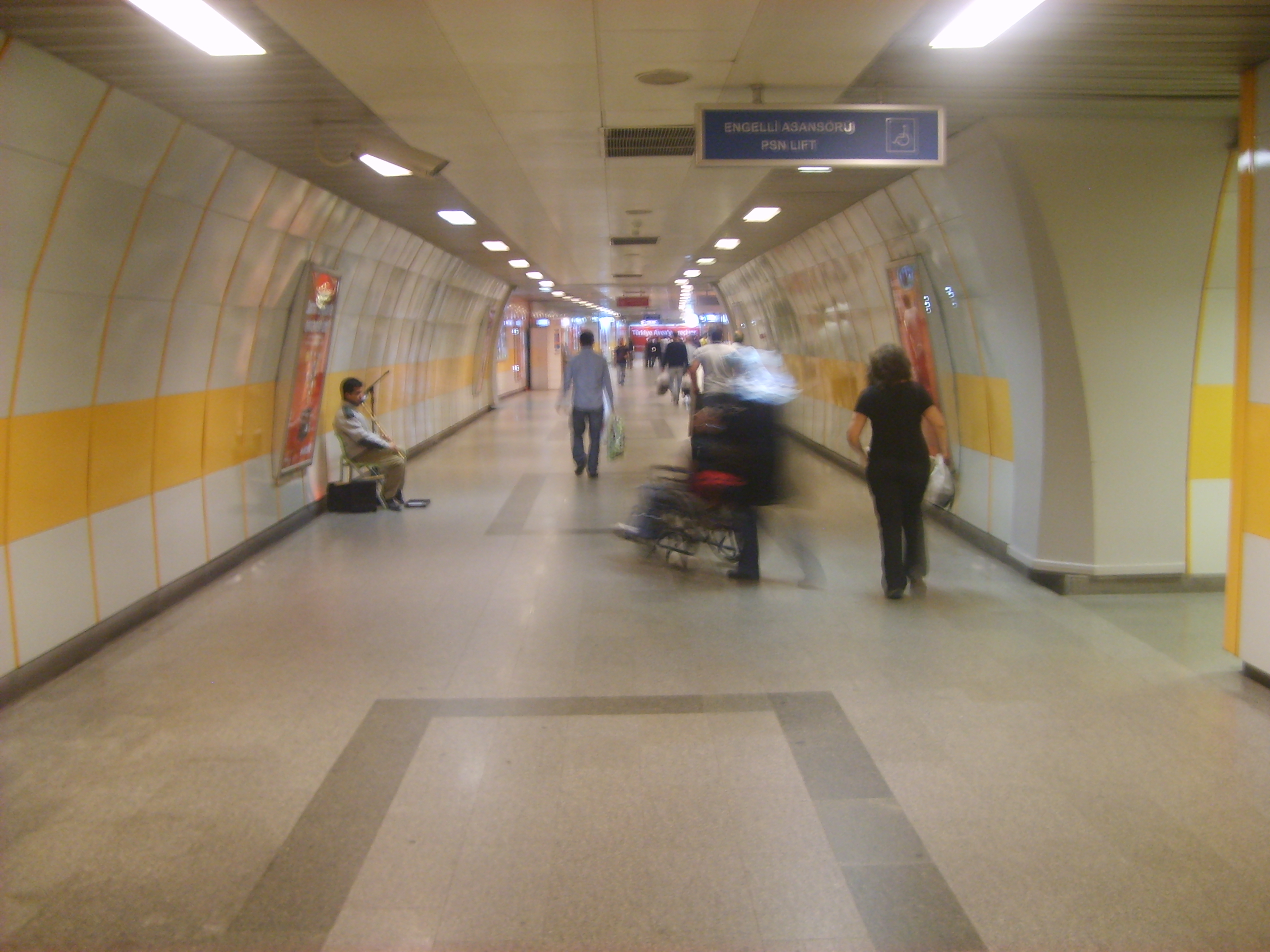
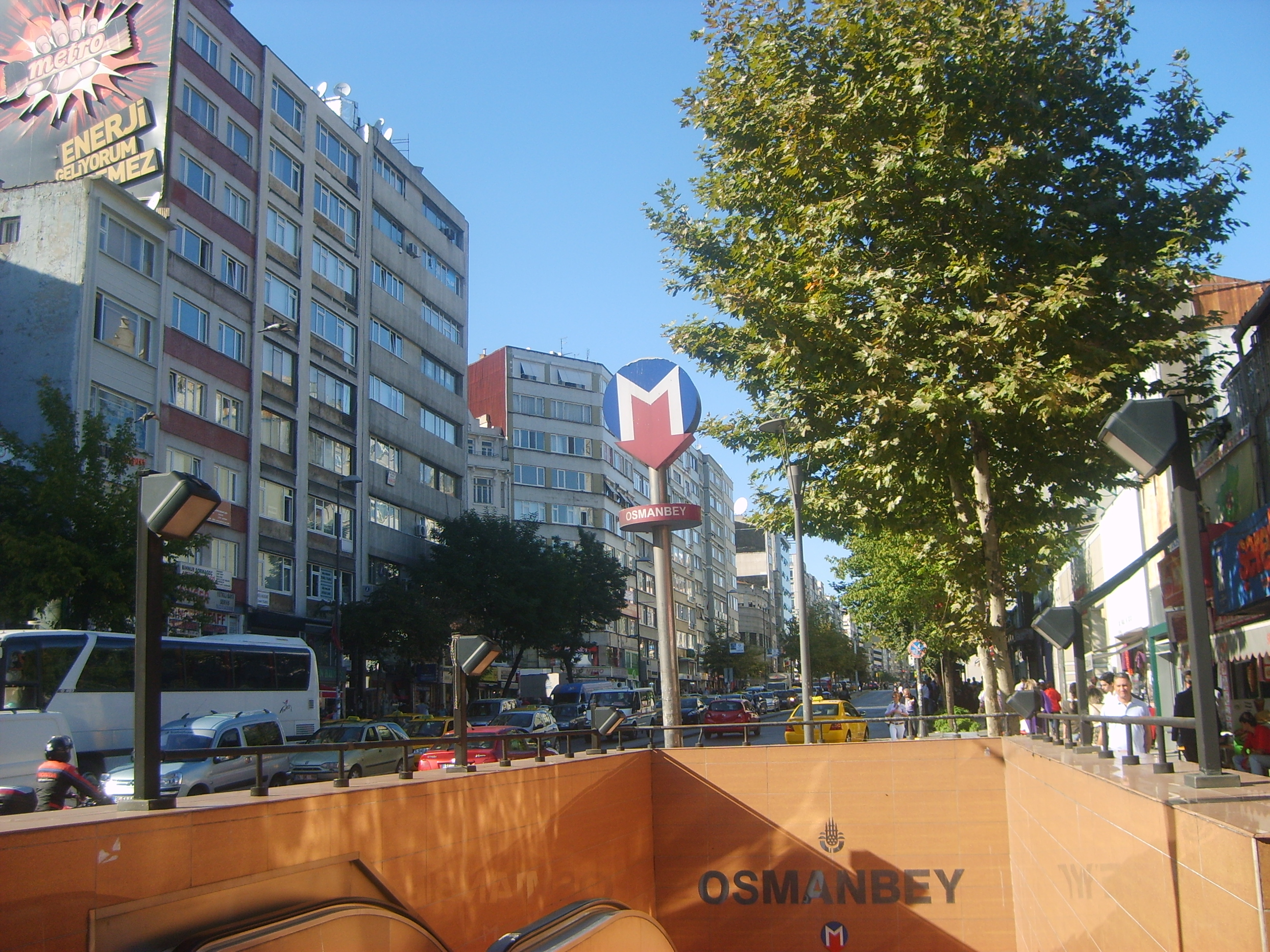